# کولیج (کانزاس)
کولیج (به انگلیسی: Coolidge) شهری در ایالت کانزاس کشور ایالات متحده آمریکا است که جمعیت آن در سرشماری سال ۲۰۱۰ میلادی، ۹۵ نفر بوده‌است.

## نگارخانه

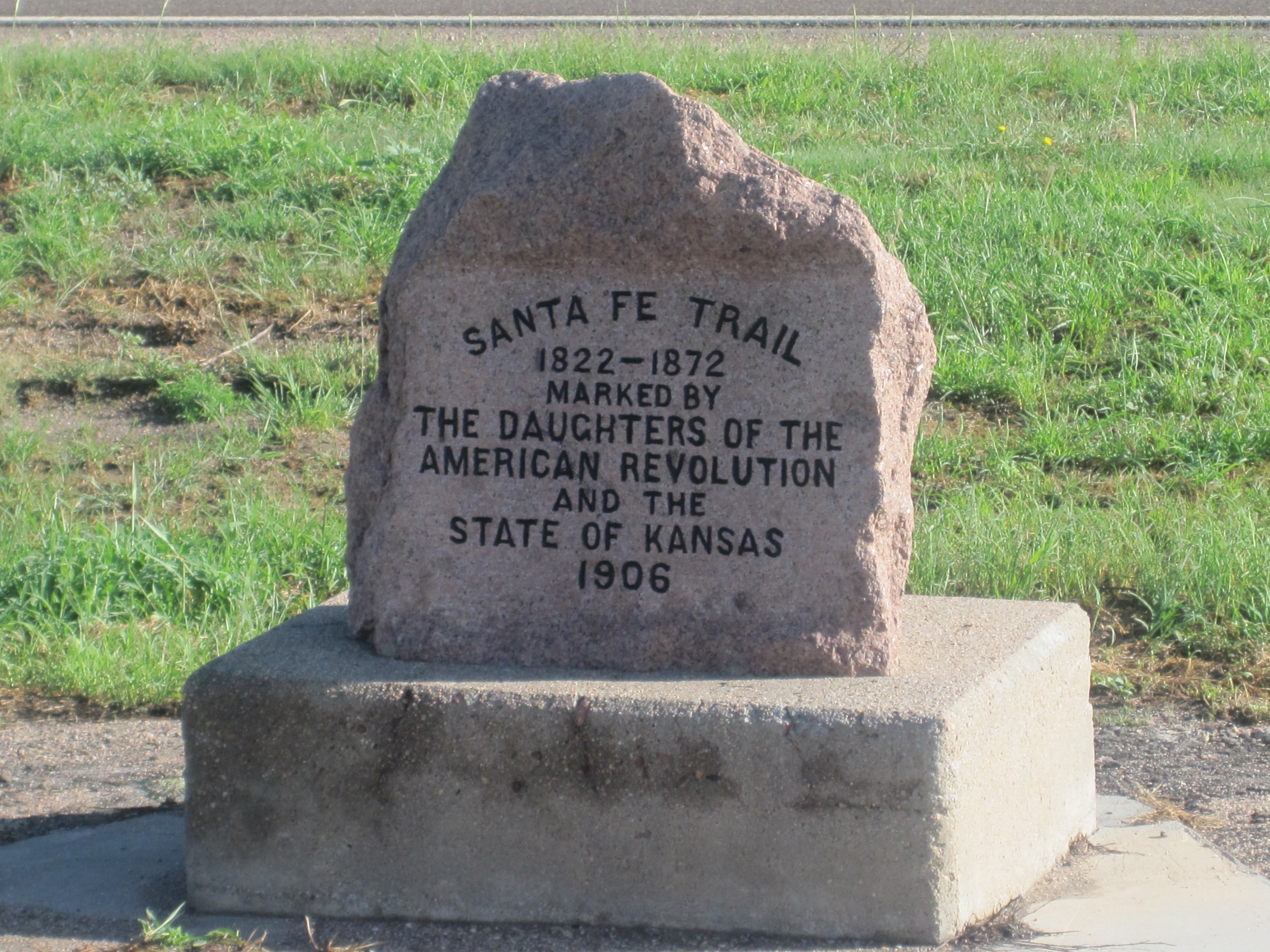
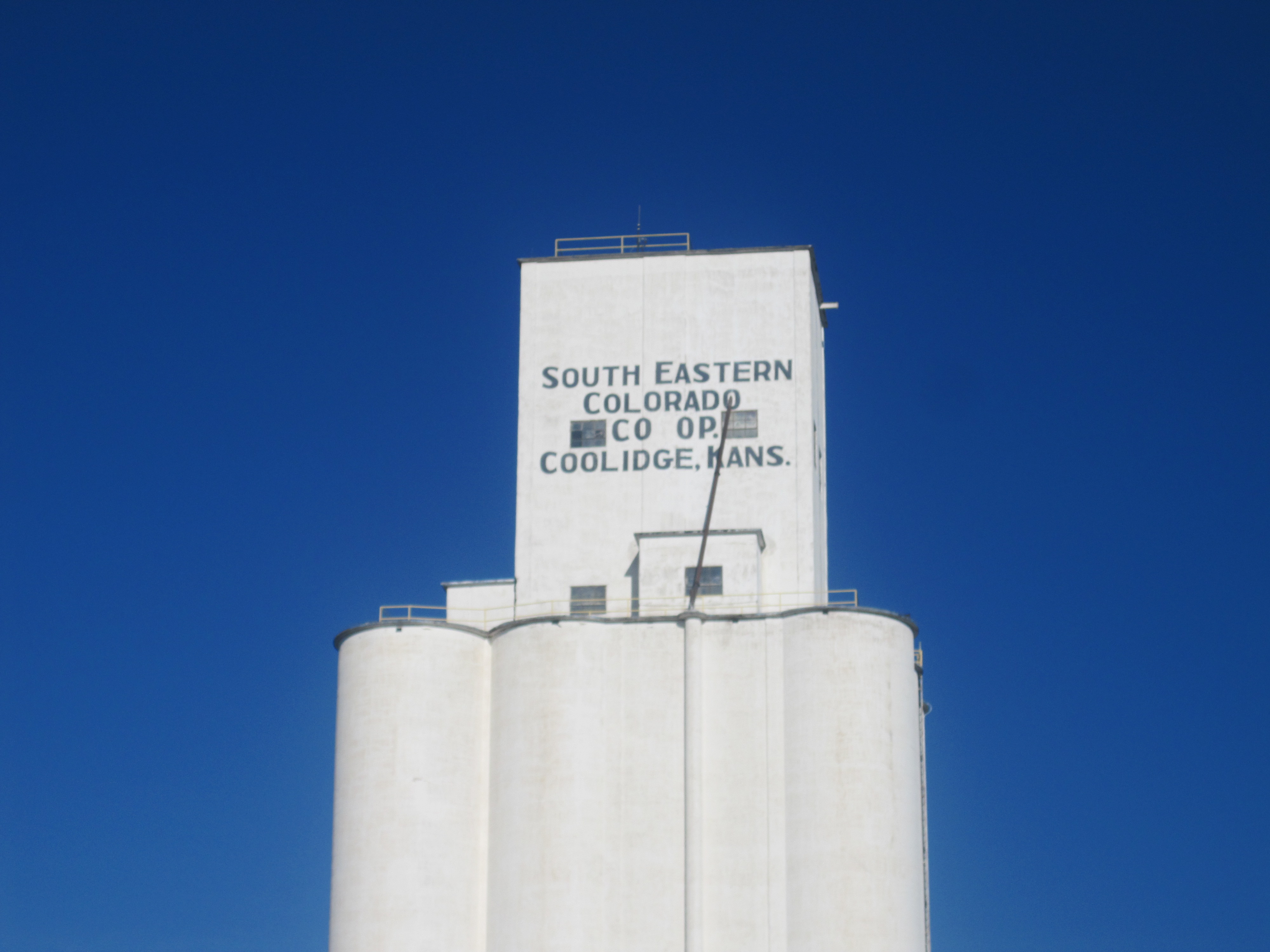
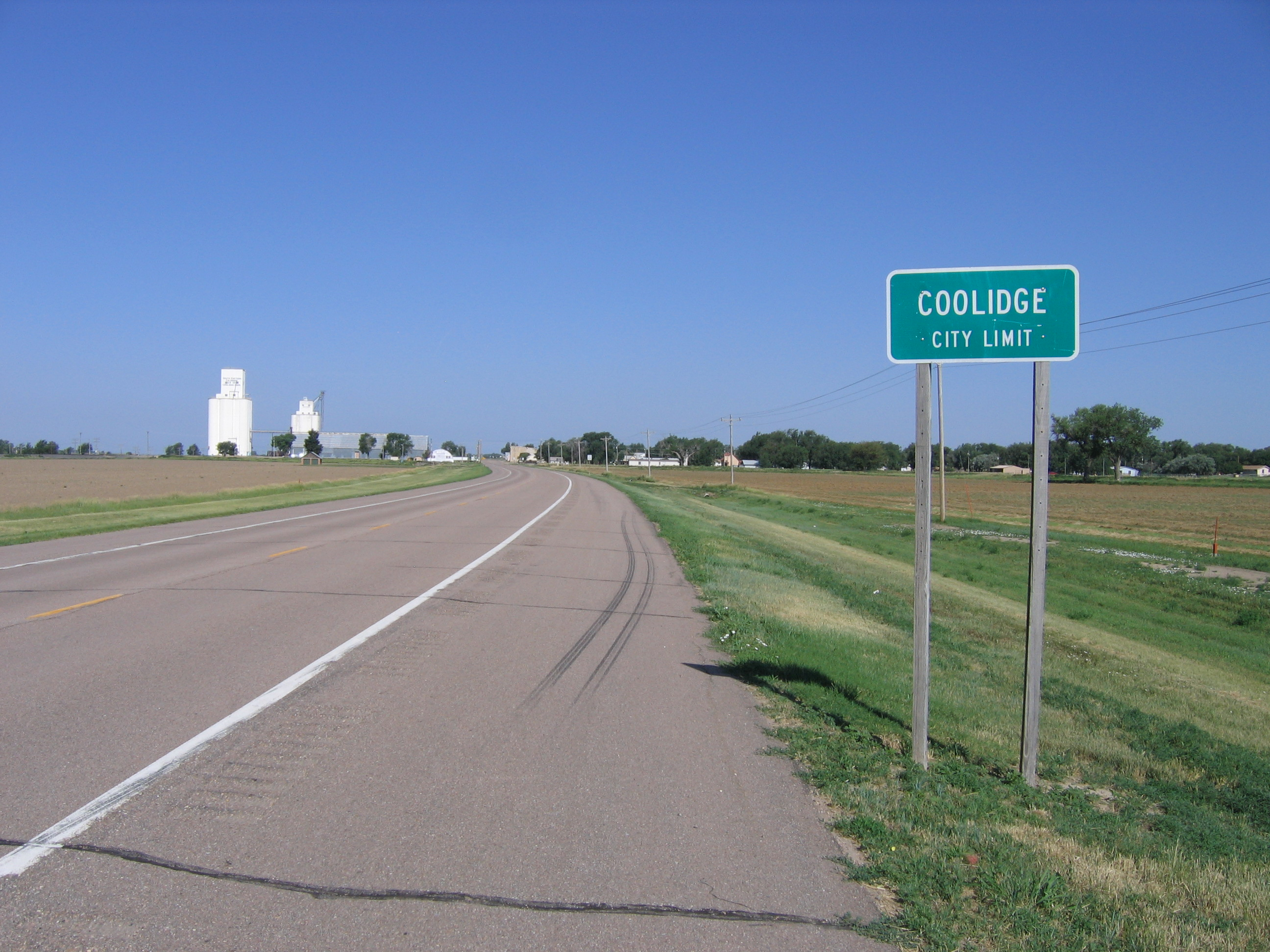
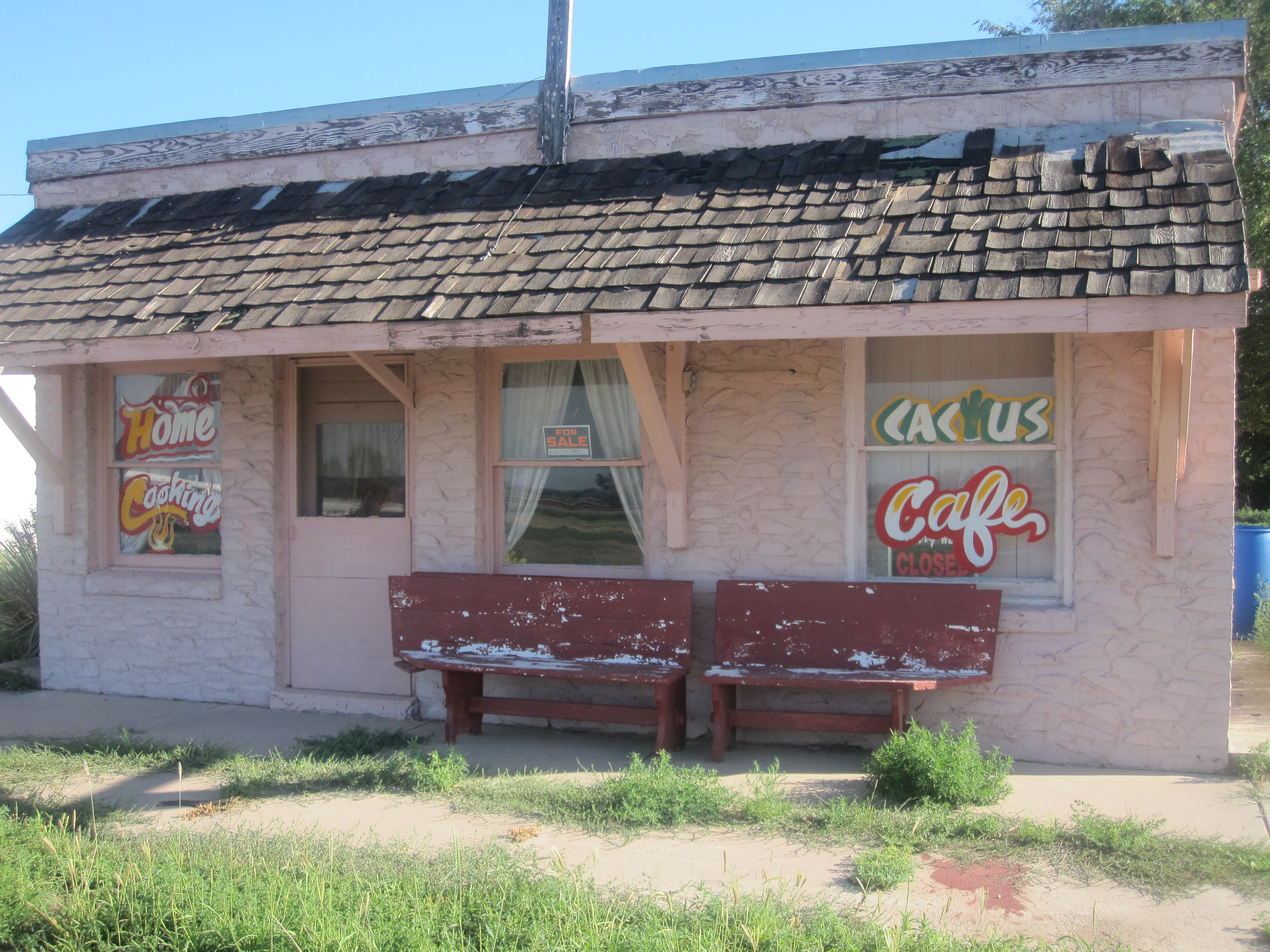